# Rokpa International

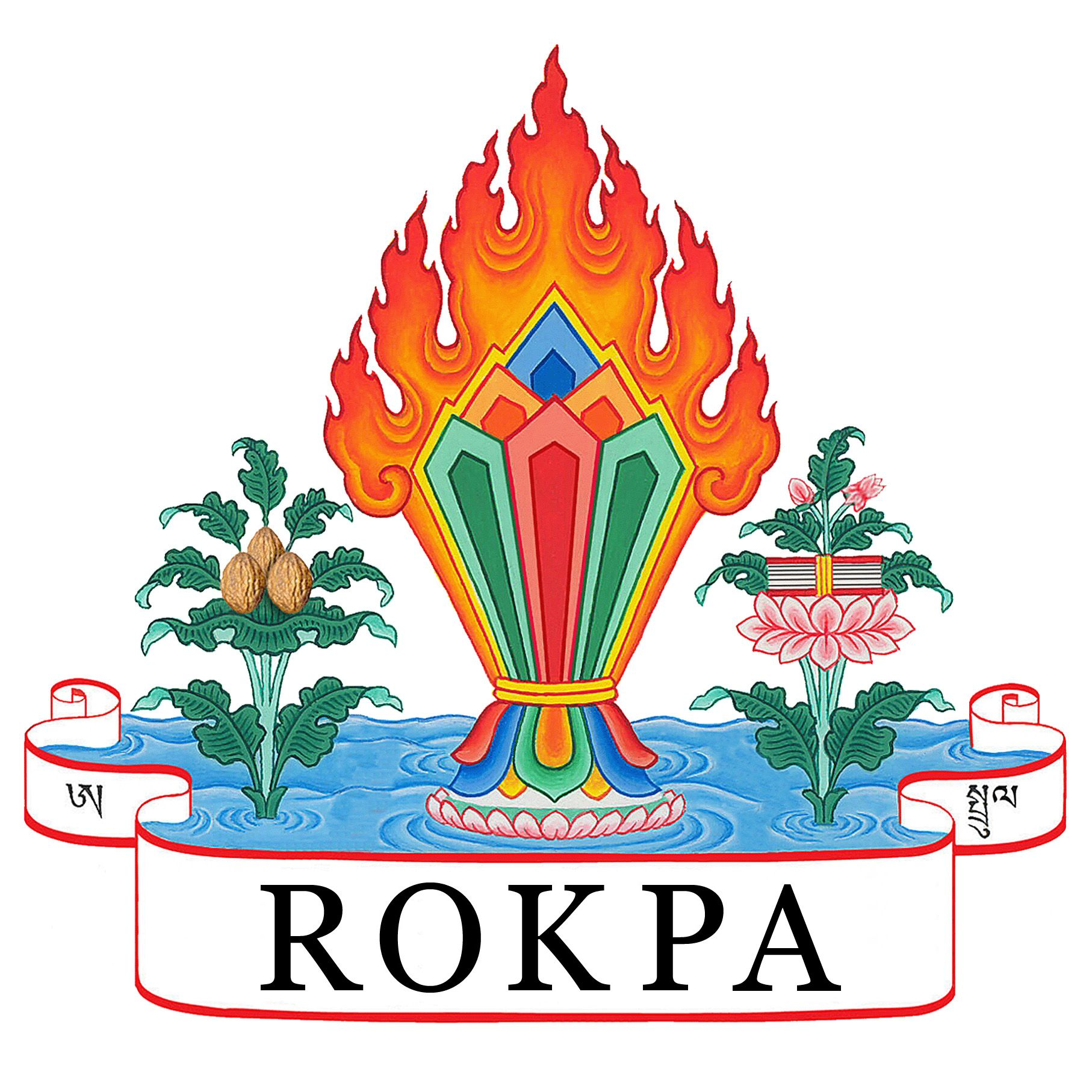
Logo of ROKPA

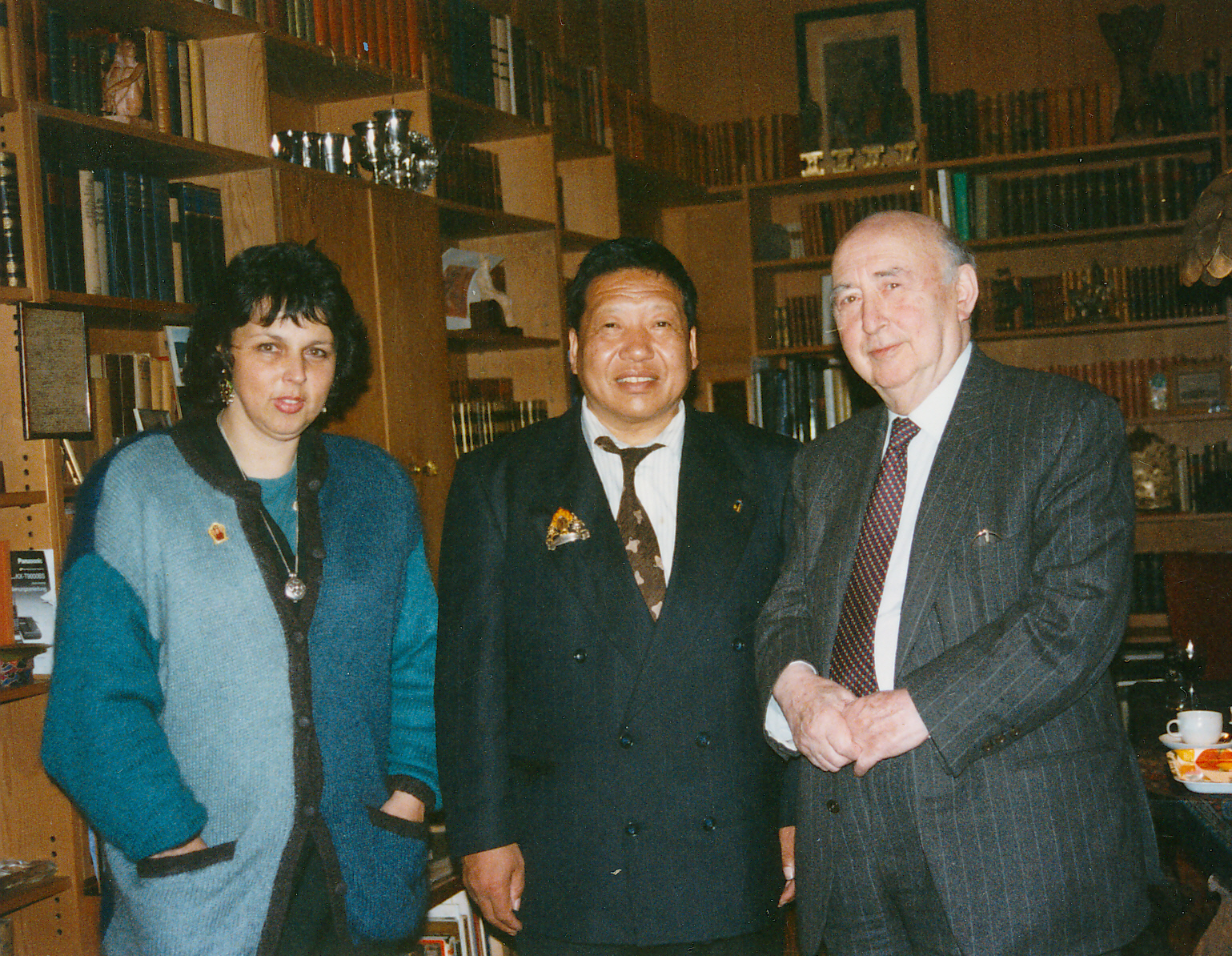
Leę Wyler, Akong Tulku Rinpoche, Veit Wyler

Rokpa International jest międzynarodową organizacją humanitarną, założoną  w 1980 roku przez Akong’a Tulku Rinpoche, tybetańskiego nauczyciela i lekarza oraz Leę Wyler, szwajcarską aktorkę. 
Organizacja ma swoją główną siedzibę w Zurychu w Szwajcarii oraz oddziały w 18 krajach. Projekty rozwojowe realizowane są  m.in. w Tybecie, Nepalu, Indiach i Zimbabwe. 
Rokpa oznacza w języku tybetańskim „pomoc” lub „służyć”.
Rokpa skupia się na edukacji, szkoleniu zawodowym i medycznym. Podkreśla znaczenie ochrony kultury i środowiska. Buduje szkoły, kliniki, domy dziecka oraz prowadzi kursy rzemieślnicze, kształci nauczycieli i wspiera szkoły przyklasztorne. 
Rokpa jest jedną z międzynarodowych organizacji, które mogą prowadzić działalność w Tybecie. 
Dochody organizacji w 2009 roku wyniosły 3,23 mln franków szwajcarskich i w 97% pochodziły z darowizn. 
Polski oddział Rokpa International nosi nazwę Stowarzyszenie Charytatywne Rokpa Polska. Głównym sponsorem Rokpa w Polsce jest Brave Festival, który przekazuje na rzecz organizacji całość dochodu z biletów.